# Viêt and Nam
Pour plus de détails, voir Fiche technique et Distribution.
Viêt and Nam (Trong lòng đất, litt. « Au creux du sol ») est un film multinational réalisé par Trương Minh Quý et sorti en 2024.
Il est présenté en avant-première mondiale dans la section « Un certain regard » du Festival de Cannes 2024, où il est nommé pour le Queer Palm,.
Ce film est interdit au Viêt Nam,.

## Synopsis
Nam et Viet, deux jeunes hommes amoureux, sont des mineurs de charbon, et travaillent à 300 mètres sous terre, là où le danger guette et où l’obscurité règne. Nam ne veut pas que son avenir se limite au charbon et engage quelqu’un pour le faire passer clandestinement dans le monde occidental.

## Fiche technique
Sauf indication contraire, les informations mentionnées dans cette section peuvent être confirmées par les bases de données cinématographiques IMDb et Allociné,  présentes dans la section « Liens externes ».
- Titre original : Trong lòng đất
- Titre français : Viêt and Nam
- Réalisation et scénario : Trương Minh Quý
- Musique : n/a
- Décors : Tru’o’ng Trung Đąo
- Costumes : n/a
- Photographie : Son Doan
- Son : Vincent Villa
- Montage : Félix Rehm
- Production : Bianca Balbuena et Bradley Liew (Epicmedia Productions)[6],[7]
  - Coproduction :
    - Stefano Centini (Volos Films Italia)
    - Marie Dubas (Deuxième Ligne Films)
    - Christian Jilka (Scarlet Visions)
    - Lorna Tee et Joost de Vries (An Original Picture)
    - Nguyen Thi Xuan Trang (Lagi Limited)
    - Lai Weijie (E&W Films)

  - Production exécutive :
    - Teh Su Ching (Purple Tree Pictures)
    - Glen Goei (Tiger Tiger Pictures)
    - Alex C. Lo (Cinema Inutile)
    - Chi K Tràn
    - Anthony De Guzman
- Sociétés de production : Epicmedia Productions (Philippin)[7]
  - Sociétés de coproduction :
    - An Original Picture (Pays-Bas)
    - Cinema Inutile (États-Unis)[7]
    - Deuxième Ligne Films (France)
    - E&W Films (Singapour)
    - Lagi Limited (Vietnam)
    - Scarlet Visions (Allemagne)
    - Volos Films Italia (Italie)
- Sociétés de distribution :
  - Nour Films (France)
  - Strand Releasing (États-Unis)
- Pays de production :
  -  Allemagne
  -  États-Unis[7]
  -  France
  -  Italie
  -  Pays-Bas
  -  Philippines
  -  Singapour
  -  Vietnam
- Langue originale : vietnamien
- Format : couleur / noir et blanc – 1.66:1 – son 5.1
- Genre : drame romantique
- Durée : 129 minutes
- Dates de sortie :
  - France : 22 mai 2024 (Festival de Cannes) ; 25 septembre 2024 (sortie nationale)

## Distribution
- Phąm Thanh Hài : Nam
- Đào Duy Bào Đįnh : Viêt
- Nguyên Thį Nga : Hoa, la mère de Nam
- Lê Viêt Tųng : Ba, le vétéran

## Production
À la fin de l'année 2019, Trương Minh Quý commence à rédiger les idées pour le film.
Selon la Cinéfondation en 2021, le budget du film déjà intitulé Viêt and Nam est environ 800 000 euros. Le film est tourné en 16 mm, avec des acteurs principaux non-professionnels,.
Le tournage a lieu au nord et au centre du Viêt Nam.

## Accueil

### Festival et sortie
Mi-avril 2024, Viêt and Nam est sélectionné en compétition officielle dans la section « Un certain regard » du Festival de Cannes. Le 11 mai, le film est nommé pour le Queer Palm,.
Fin mai de la même année, la date de sortie, en France, est annoncée le 18 septembre. Mi-juin, sa date décale au 25 septembre.

### Censure vietnamienne
Le 4 mai 2024, quelques jours après la révélation du film dans la section « Un certain regard » du Festival de Cannes, la projection de Viêt and Nam serait interdite au Viêt Nam, pays natal du réalisateur, par le département du cinéma du ministère de la culture, du tourisme et des sports (en) de la République socialiste du Viêt Nam : « Le titre et le contenu du film, son idéologie et son thème montrent une vision sombre, sans issue et négative du pays et du peuple vietnamien », et la société de production « officielle » étant des Philippines, le film n'a pas été retiré du festival. Le 9, M. Vi Kien Thanh, directeur du département cinéma, déclare son refus d'accorder une licence au film. Le 14, selon Silvia Wong du Screendaily, « il est entendu que les personnages homosexuels ne sont pas la raison décisive qui amène à l'interdiction, à mesure que le Viêt Nam s'est assoupli au sujet des personnages et des thèmes LGBTQ+ sur l'écran vietnamien, ces dernières années », et qu'« en raison de l'interdiction officielle, la société vietnamienne Lagi Limited ne sera plus mentionnée en tant que coproductrice pour que le film puisse être présenté en avant-première au Festival de Cannes. ».

### Accueil critique
En France, le site Allociné mentionne une moyenne de 3.5⁄5, d'après l'interprétation de 15 critiques de presse.
Olivier Lamm du journal Libération décrit « un film noir et cendreux, longue et lourde excavation poétique – le fond d’une mine aux airs de ciel étoilé – des traumas d’une terre commotionnée par la guerre civile (…) ».
Thierry Méranger des Cahiers du cinéma donne des indices « d’un bout à l’autre à la romance queer, à la chronique ouvrière, au pamphlet sociopolitique, à la quête psychanalytique, à la fable historique ou à l’essai onirique, au fil de séquences qui s’affranchissent le plus souvent de toute obligation de continuité chronologique et stylistique. », et, Laurent Cambon du site aVoir-aLire.com, pour lui, c'est « aussi important que stupéfiant de beauté. ».

### Box-office
Pour le premier jour de sa sortie en France, ayant lieu le 25 septembre 2024, il accueille 2 164 spectateurs, dont 1 241 en avant-première, et se classe à la septième place du box-office français.